# Athletic Football Club Bournemouth 2020-2021
Questa voce raccoglie le informazioni riguardanti l'Athletic Football Club Bournemouth nelle competizioni ufficiali della stagione 2020-2021.

## Maglie e sponsor
| Casa | Trasferta | Terza maglia |

Sponsor ufficiale: Vitality
Fornitore tecnico: Umbro

## Rosa
Rosa e numerazione aggiornate al 7 marzo 2021.
| N. |                                 | Ruolo | Calciatore            |
| -- | ------------------------------- | ----- | --------------------- |
| 1  | Bosnia ed Erzegovina (bandiera) | P     | Asmir Begović         |
| 3  | Inghilterra (bandiera)          | D     | Steve Cook (capitano) |
| 5  | Inghilterra (bandiera)          | D     | Lloyd Kelly           |
| 6  | Galles (bandiera)               | D     | Chris Mepham          |
| 7  | Galles (bandiera)               | C     | David Brooks          |
| 8  | Colombia (bandiera)             | C     | Jefferson Lerma       |
| 9  | Inghilterra (bandiera)          | A     | Dominic Solanke       |
| 10 | Paesi Bassi (bandiera)          | A     | Arnaut Danjuma        |
| 11 | Inghilterra (bandiera)          | C     | Jack Wilshere         |
| 12 | Irlanda (bandiera)              | A     | Shane Long            |
| 14 | Inghilterra (bandiera)          | A     | Sam Surridge          |
| 15 | Inghilterra (bandiera)          | D     | Adam Smith            |
| 16 | Inghilterra (bandiera)          | C     | Lewis Cook            |

| N. |                        | Ruolo | Calciatore             |
| -- | ---------------------- | ----- | ---------------------- |
| 17 | Inghilterra (bandiera) | D     | Jack Stacey            |
| 18 | Stati Uniti (bandiera) | D     | Cameron Carter-Vickers |
| 19 | Inghilterra (bandiera) | C     | Junior Stanislas       |
| 20 | Spagna (bandiera)      | A     | Rodrigo Riquelme       |
| 21 | Spagna (bandiera)      | D     | Diego Rico             |
| 22 | Inghilterra (bandiera) | C     | Ben Pearson            |
| 23 | Irlanda (bandiera)     | P     | Mark Travers           |
| 26 | Irlanda (bandiera)     | C     | Gavin Kilkenny         |
| 29 | Danimarca (bandiera)   | C     | Philip Billing         |
| 32 | Inghilterra (bandiera) | A     | Jaidon Anthony         |
| 33 | Zimbabwe (bandiera)    | D     | Jordan Zemura          |
| 40 | Inghilterra (bandiera) | P     | Will Dennis            |